# دوريان ويبر
دوريان ويبر (بالإنجليزية: Dorian Weber)‏ هو مجدف أمريكي، ولد في 15 مايو 1982 في مانهاست في الولايات المتحدة.

## وصلات خارجية
- دوريان ويبر على موقع الاتحاد الدولي للتجديف (الإنجليزية)